# Bruja Hazel
La Bruja Hazel es un personaje animado de los Looney Tunes. Su primera aparición fue en el corto Bewitched Bunny de 1954 y desde ahí se convirtió en uno de los principales enemigos del conejo Bugs Bunny. Fue creada por el animador Chuck Jones. 
Es una bruja gorda, con piel verde, piernas muy delgadas, lleva siempre un vestido azul y un pequeño gorro de bruja de color negro. Posee una risa muy característica y estridente, locuaz y algo tonta. Siempre falla en sus intentos por cocinar al conejo Bugs. Tras la década de 1950, Hazel dejó de aparecer en los cortometrajes de Looney Tunes de forma regular, teniendo pequeños papeles en algunas series de televisión, y volviendo a aparecer en 2011 en la serie The Looney Tunes Show bajo el nombre de 'Witch Lezah' (Hazel deletreado al revés). En la serie, ella es la madre de Gossamer, y a diferencia de en otras ocasiones, ella habla ahora con un acento vernacular afroamericano (proporcionado por la actriz Roz Ryan). Hazel tuvo un cameo en la escena eliminada "Pig Head" de la película ¿Quién engañó a Roger Rabbit?, donde aparece volando en su escoba durante la noche.